# Villa d'Adda
Villa d'Adda uttal (fil) (Staden vid Adda) (Ela d'Ada på östlombardiska, och Vila d'Ada på västlombardiska), är en kommun i provinsen Bergamo i Lombardiet i norra Italien, omkring 30 kilometer nordöst om Milano. Kommunen hade 4 687 invånare (2018).
Villa d'Adda gränsar till kommunerna Brivio, Calco, Calusco d'Adda, Carvico, Imbersago, Pontida och Robbiate.